# 將軍澳第二/三期堆填區
將軍澳第二/三期堆填區（英語：Tseung Kwan O Stage II/III Landfill），位於西貢區將軍澳第101區及第105區內，是香港的一座面積約有42公頃的垃圾堆填區，同時亦負責處理鄰近將軍澳第一期堆填區的污水處理。將軍澳第二/三期堆填區位於將軍澳灣東岸大赤沙一帶，劃為將軍澳新市鎮第105區，該處近距離第一期堆填區僅約1公里。1988年正式啟用，1994年關閉。現時該處為模型飛機練習場，提供包括香港航空青年團在內的機構及組織等作無人機訓練。